# 莉娜·庫杜佐維奇
莉娜·庫杜佐維奇（2002年12月30日—），斯洛維尼亞女歌手。2010年，她在7歲那年贏得了斯洛維尼亞達人秀第一季的冠軍，這使她成為當時所有達人秀節目中最年輕的獲獎者。2015年，庫杜佐維奇代表斯洛維尼亞參加當屆歐洲青少年歌唱大賽，演唱歌曲《Prva ljubezen》（《初戀》）。她以112分排名第三。2017年，她參加了德國兒童之聲的試鏡，並進入了決賽。目前，她與家人住在瑞士。她的第一首單曲《Ephemeral》於2018年發行。